# Deshler (Ohio)
Deshler é uma vila localizada no estado norte-americano de Ohio, no Condado de Henry.

## Demografia
Segundo o censo norte-americano de 2000, a sua população era de 1831 habitantes.
Em 2006, foi estimada uma população de 1851, um aumento de 20 (1.1%).

## Geografia
De acordo com o United States Census Bureau tem uma área de
6,0 km², dos quais 5,9 km² cobertos por terra e 0,1 km² cobertos por água. Deshler localiza-se a aproximadamente 217 m acima do nível do mar.

## Localidades na vizinhança
O diagrama seguinte representa as localidades num raio de 12 km ao redor de Deshler.